# Segunda División Peruana 1993
La Segunda División Peruana 1993 fue la 41.ª edición de este torneo de ascenso. Tuvo como participantes a 12 elencos del Departamento de Lima. A los 9 equipos que conservaron la categoría en la Temporada 1992 se unieron 3 integrantes: Deportivo Yurimaguas -descensorista del Campeonato Descentralizado 1992-, Juventud La Palma y América Cochahuayco, estos dos últimos ascendidos desde la Región IV de la Copa Perú y de la Región Metropolitana de 1992 respectivamente.
Antes de iniciar el torneo, Enrique Lau Chun recibió el patrocinio de Centro Iqueño. De esta forma la sombra blanca de Alianza Lima retornaba al torneo. Al culminar la temporada, Ciclista Lima obtuvo el título del certamen y el ascenso al Campeonato Descentralizado 1994. Por otro lado Octavio Espinoza y Deportivo AELU descendieron de categoría y regresaron a sus ligas de origen.

## Resultados
| Puesto | Equipo                      | J  | G  | E | P  | GF | GC | DG  | PTS. |
| ------ | --------------------------- | -- | -- | - | -- | -- | -- | --- | ---- |
| 1      | Defensor Kiwi-Ciclista Lima | 22 | 14 | 8 | 0  | 43 | 13 | 30  | 36   |
| 2      | Guardia Republicana         | 22 | 16 | 3 | 3  | 39 | 14 | 25  | 35   |
| 3      | Alcides Vigo                | 22 | 12 | 6 | 4  | 26 | 15 | 11  | 30   |
| 4      | Bella Esperanza             | 22 | 10 | 6 | 6  | 31 | 25 | 6   | 26   |
| 5      | Juventud La Palma           | 22 | 8  | 7 | 7  | 28 | 28 | 0   | 23   |
| 6      | Centro Iqueño               | 22 | 8  | 5 | 9  | 30 | 26 | 4   | 21   |
| 7      | Meteor-Lawn Tennis          | 22 | 8  | 5 | 9  | 32 | 32 | 0   | 21   |
| 8      | Deportivo Yurimaguas        | 22 | 8  | 5 | 9  | 19 | 22 | -3  | 21   |
| 9      | América Cochahuayco         | 22 | 7  | 5 | 10 | 29 | 39 | -10 | 19   |
| 10     | Deportivo Zúñiga            | 22 | 5  | 8 | 9  | 24 | 35 | -11 | 18   |
| 11     | Octavio Espinosa            | 22 | 5  | 5 | 12 | 20 | 31 | -11 | 15   |
| 12     | Deportivo AELU              | 22 | 4  | 5 | 13 | 31 | 42 | -11 | 13   |

|  | Campeonato Descentralizado 1994                               |
|  | Descendidos a Copa Perú 1994 o Región Promocional Lima/Callao |